# Francis Le Blé
Pour les articles homonymes, voir Blé (homonymie).
Francis Le Blé, né le 6 septembre 1929 à Riantec (Morbihan) et mort le 23 juin 1982 à Lannilis (Finistère), était un homme politique français.

## Biographie
D'abord militant et responsable syndical (CFTC puis CFDT), il se lance dans la politique à partir de la fin des années 1960. Il adhère à la CIR (Convention des institutions républicaines), puis au nouveau Parti Socialiste à partir de 1969, dont il est premier secrétaire fédéral.
Il a occupé le poste de conseiller général du 2e canton de Brest (Quartier de Recouvrance) de 1973 au 23 juin 1982, le poste de maire de Brest du 21 mars 1977 au 23 juin 1982 et celui de président de la Communauté urbaine de Brest d'octobre 1981 au 23 juin 1982.
Francis Le Blé décède soudainement d'une crise cardiaque le 23 juin 1982. Son successeur sur ses deux mandats sera Pierre Maille.
Le Stade Francis-Le Blé, baptisé ainsi en 1982 après la mort de l'homme politique, est le stade du club de football du Stade brestois 29.